# گرانولوماتوز با پلی‌آنژیت
گرانولوماتوز با پلی‌آنژیت یا گرانولوماتوز همراه‌با پلی آنژئیت (نام علمی: Granulomatosis with polyangiitis (GPA)) که سابقاً با عنوان گرانولوماتوز وگنر (نام علمی: Wegener'sWegener's granulomatosis (WG)) شناخته می‌شد، واسکولیت سیستمیک مزمنی است که عروق با اندازه کوچک تا متوسط را غالباً در دستگاه تنفسی فوقانی (بینی و سینوس‌ها)، دستگاه تنفسی تحتانی (ریه‌ها) و کلیه‌ها درگیر می‌نماید. با توجه به قابلیت آسیب در ارگان‌های حیاتی بدن جز بیماری‌های بسیار جدی محسوب شده که نیاز به فرونشانی طولانی مدت سیستم ایمنی بدن دارد و خوشبختانه این بیماری به درمان دارویی به خوبی جواب داده و قابل کنترل می‌باشد.
نام بیماری برگرفته از اسم فردریک وگنر (Friedrich Wegener)، که در سال ۱۹۳۶ میلادی به تشریح بیماری پرداخته‌است می‌باشد.
لغت ”granulomatous” به شکل میکروسکپی ضایعات التهابی که به صورت ندول‌های کوچک چند لایه در داخل و اطراف عروق قرار دارند گفته می‌شود.

## اپیدمیولوژی
بطورکلی بیماری گرانولوماتوز وگنر، مخصوصاً در کودکان، بسیار نادر می‌باشد. تعداد موارد جدید بیماری در هر سال حدود ۱ تا ۲ مورد در یک میلیون کودک برآورد می‌شود. بیش از ۹۷٪ از موارد در جمعیت سفیدپوست (آسیائی) گزارش شده‌است. در کودکان، هردو جنس به تساوی مبتلا می‌شوند هرچند در بالغین مردان کمی بیش از زنان مبتلا می‌شوند.

## علایم
در تعداد متشابهی از بیماران، بیماری با احتقان سینوس که با آنتی‌بیوتیک و ضد احتقان بهبود پیدا نکرده ظاهر می‌شود. از علائم بالینی اولیه آن خون دماغ مکرر روزانه، آب ریزش بینی (علائمی شبیه سرماخوردگی) خشک شدن و دلمه بستن دیواره بینی می‌باشد و ضمناً تمایل به ایجاد زخم وجود دارد که در مواردی باعث تغییر شکل بینی می‌گردد که به نام saddle nose|دماغ زین‌اسبی خوانده می‌شود.
التهاب در راه‌های هوائی زیر گلوت ممکن است باعث باریک شدن نای شده، ایجاد خشونت در صدا و نیز مشکلات تنفسی بنماید. وجود ندول‌های التهابی در ریه علایم پنومونی با تنفس کوتاه، سرفه و درد قفسه صدری به وجود می‌آورد.
درگیری کلیه در ابتدا تنها در عده کمی از بیماران وجود دارد اما با پیشرفت بیماری بیشتر می‌شود. ممکن است تجمع نسج التهابی در پشت چشم باعث رانده شدن آن به خارج (بیان حرکات در طب) گردد. علایم عمومی مثل کاهش وزن، افزایش خستگی، تب و عرق شبانه و نیز واسکولیتهای پوستی و درد مفاصل یا آرترالژی شایع هستند.
توجه شود که بیماران طیف وسیع درگیری ارگان‌هایی که در بالا ذکر شد را پیدا نمی‌کنند و معمولاً بیماری به یک بخشی خاص محدود می‌گردد، به عنوان مثال در موردی که تحت عنوان Limited WG نامیده می‌شود به معنای آن است که بیماری محدود به حدقه و سیستم تنفسی است بدون آنکه کلیه درگیر شده باشد.

## تشخیص
وجود علایم کلینیکی ضایعات التهابی در سیستم تنفسی فوقانی و تحتانی همراه با تظاهرات کلیوی، غالباً با ظاهر شدن خون و پروتئین در ادرار و بالا رفتن سطح موادی که توسط کلیه پاک می‌شوند (کراتینین و اوره) حاکی از کاهش کار کلیه، گمان ابتلا به گرانولوماتوز وگنر را به وجود می‌آورند. آزمون‌های خونی متداول افزایش مارکرهای غیر اختصاصی التهاب (ای‌اس‌آر، CRP) رانشان می‌دهند. در گروه عمده‌ای از بیماران می‌توان نوعی پادتن بنام (ANCA) Anti-Neutrophil Cytoplasmic Antibody را مشاهده نمود، مراجعه به متخصص روماتولوژیست و گوش و حلق وبینی جهت تشخیص و درمان سریع بیماری توصیه می‌گردد. شایع‌ترین نوع ANCA در این بیماری، c-ANCA می‌باشد.

## دیگرواسکولیت‌ها
1. واسکولیت لوکوسیتوکلاستیک پوستی که بنامواسکولیت یا hypersensitivity نیز شناخته می‌شود غالباً به التهاب عروقی گفته می‌شود که با عکس‌العمل نامناسب به یک عامل حساسیت زا به وجود می‌آید. داروها و عفونتها عوامل آغاز گر متداول این حالت در کودکان هستند. این حالت غالباً رگ‌های کوچک را درگیر می‌کند و در بیوپسی پوست یک شکل میکرسکپی اختصاصی دارد.
2. واسکولیت کهیری نقص کمپلمان غالباً با راشهای منتشر و خارش دار کهیری که با سرعت کهیرهای معمولی از بین نمی‌رود مشخص می‌شود. آزمون‌های خونی کاهش سطح کمپلمان را همراه با این حالت نشان می‌دهند.
3. سندروم چرگ اشتراوس (گرانولوماتوز آلرژیک) یک نوع بسیار نادر واسکولیت در کودکان است. علایم مختلف پوستی و ارگان‌های داخلی واسکولیت دراینجا به همراه آسم و نیز افزایش نوعی از گلبولهای سفید خون بنام ائوزینوفیل دیده می‌شوند.
4. آنژئیت اولیه سیستم عصبی مرکزی فقط سرخرگ‌های مغزی با اندازه کوچک و متوسط را درگیر می‌کند. علایم مهم آن سکته و غش کردن است.
5. سندروم کوگان بیماری نادری است که با درگیری چشم و گوش داخلی با ترس از نور و سرگیجه و کاهش شنوائی مشخص می‌شود. علایم وسکولیتهای منتشر دیگر ممکنست وجود داشته باشند.

## پیوندهای مفید
1. Wegener's granulomatosi

علائم بالینی یک مورد گزارش بیماری وگنر: http://jims.mui.ac.ir/index.php/jims/article/view/343/3235